# Хорвендил
Хорвендил (другие варианты имени — Хорвендел, Орвендел, Орвендил, Аурвендил, Арвандил, Харвандил, Харвендел, Хорвендилис, Аурвандиль) — персонаж легенды о Гамлете, король ютов, муж Геруды и отец Амледа, фигурирующий в «Деяниях данов» Саксона Грамматика. Был убит на пиру своим братом Фенгоном, который заявил, что мстил за нанесённое Геруте оскорбление. Фенгон стал королём и женился на Геруте, но впоследствии Амлед отомстил за отца.
Легенду об Амледе/Гамлете использовал Уильям Шекспир, написавший трагедию «Гамлет, принц Датский» (1599—1601). История Хорвендила здесь существенно изменена: отца Гамлета убивают спящим до начала действия пьесы. Его призрак является принцу и рассказывает об этом преступлении.
Жорж Дюмезиль предположил, что Хорвендил связан с тем же архетипом, что и Аурвандиль — персонаж общегерманской мифологии, связанный со звёздным небом.
В фильме «Варяг», основанном на раннем варианте истории Амледа, Хорвендила сыграл Итан Хоук.